# Chinapryl
Chinapryl (łac. Quinaprilum) – organiczny związek chemiczny, lek z grupy inhibitorów konwertazy angiotensyny stosowany głównie w terapii nadciśnienia tętniczego. Jest prolekiem, jego aktywną formą jest chinaprylat.

## Mechanizm działania
Chinapryl powoduje zahamowanie działania konwertazy angiotensyny i w efekcie zmniejszenie stężenia angiotensyny II. Końcowym efektem jest spadek ciśnienia tętniczego.
Lek wykazuje silne powinowactwo do tkankowego układu renina-angiotensyna-aldosteron.
Początek działania następuje po 1 h od podania. Pełny efekt hipotensyjny osiąga się po 1-2 tygodniach stosowania.

## Wskazania
W Polsce lek jest zarejestrowany w terapii nadciśnienia tętniczego (w monoterapii lub w połączeniu z innymi lekami) oraz niewydolności serca.

## Dawkowanie
Lek stosuje się jeden lub dwa razy na dobę. Pokarm o dużej zawartości tłuszczu może zmniejszyć wchłanianie o około 30%. Dawka początkowa wynosi 10 mg/d w nadciśnieniu tętniczym, 2,5 mg dwa razy na dobę w niewydolności serca. Dawka maksymalna to 80 mg/d w jednej lub dwóch dawkach (nadciśnienie tętnicze) lub 20 mg dwa razy na dobę (niewydolność serca). W przypadku współistniejącej niewydolności nerek dawki dostosowuje się do klirensu kreatyniny.
Lek jest dostępny w tabletkach: 5 mg, 10 mg, 20 mg i 40 mg.

## Preparaty
W Polsce lek jest dostępny jako preparat prosty pod nazwami handlowymi: Accupro (Goedecke), Acurenal (ICN Polfa Rzeszów/Valeant), AprilGen (Generics), Pulsaren (Biofarm), Quinapril TEVA (Grupa Teva Polska). W połączeniu z hydrochlorotiazydem występuje jako Accuzide (Parke-Davis).